# Visconde de Faria
Visconde de Faria é um título nobiliárquico criado por D. Luís I de Portugal, por Decreto de data desconhecida, em favor de António de Faria.
Titulares
1. António de Faria, 1.° Visconde de Faria;
2. António Cândido de Portugal de Faria, 2.° Visconde de Faria, 1.° Marquês Pontifício de Faria.